# Vilâyet Syrien

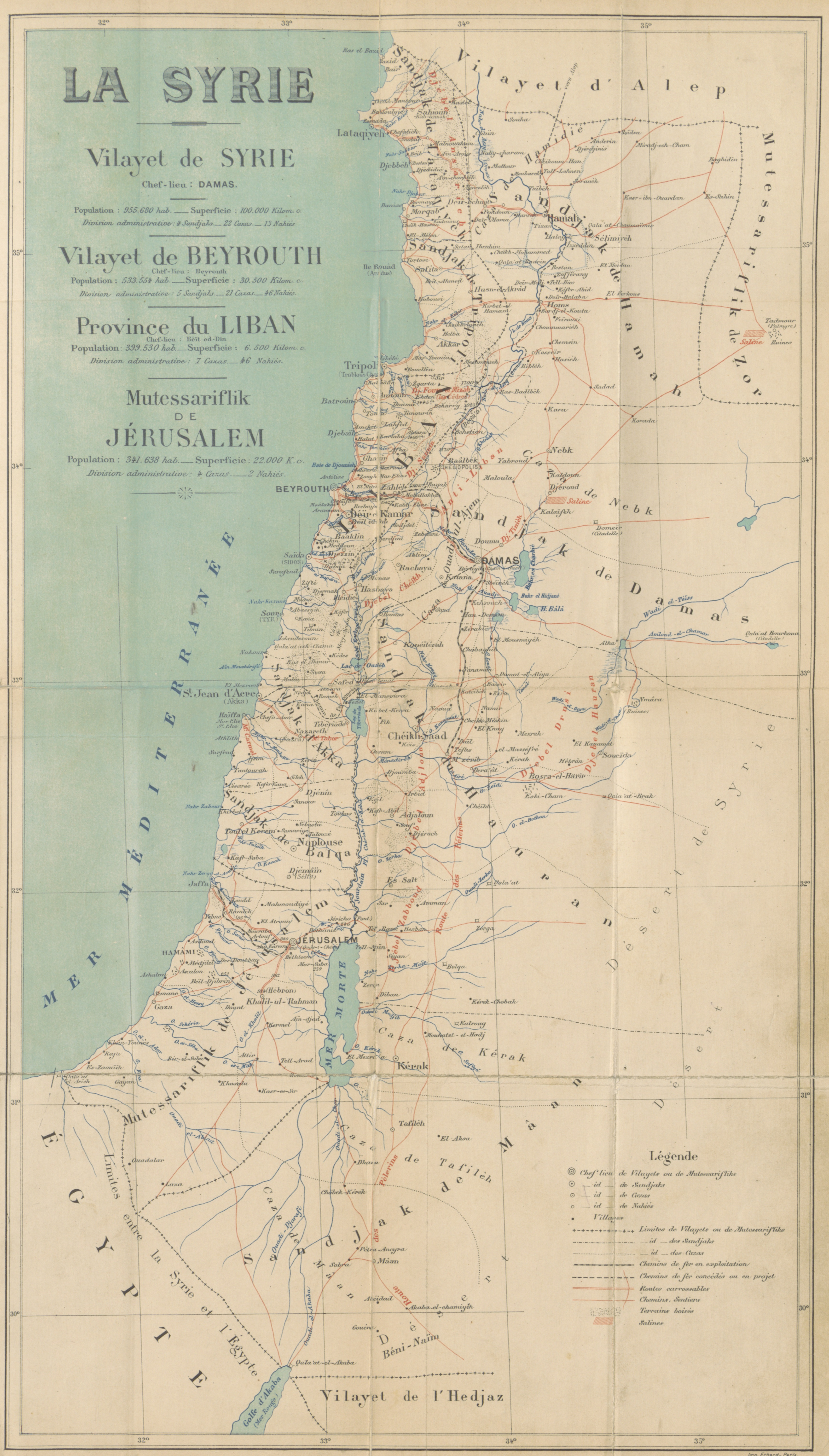
Vital Cuinet (1833–1896):
Karte Syriens von 1896

Das Vilâyet von Syrien (osmanisch ولايت سوريه İA Vilâyet-i Sûriye) oder Vilâyet Damaskus (türkisch Şam Vilâyeti) war von 1864 bis 1920 eine Verwaltungsprovinz (türkisch Vilâyet) des Osmanischen Reiches mit Damaskus (Şam) als Hauptstadt. Das Vilâyet entstand im Zuge der Tanzimatreformen. Erster Gouverneur wurde Mehmed Rashid Pasha, der die von Mehmed Fuad Pascha als Wālī von Damaskus begonnenen Reformen und Modernisierung vorantrieb.
Zu Beginn des 20. Jahrhunderts hatte es eine Fläche von 62.180 km². Die erste osmanische Volkszählung von 1885 (veröffentlicht 1908) schätzte die Bevölkerung auf ungefähr 1.000.000. Im Jahre 1897 hatte das Vilâyet 701.812 Einwohner. Neben aramäischen, kurdischen und, seit Ende des 19. Jahrhunderts, auch turkomanischen und tscherkessischen Minderheiten siedelten im Vilâyet Syrien überwiegend Araber.
1888 war aus den Küstengegenden des Vilâyet Syrien das Vilâyet Beirut errichtet worden. Damit wurde der Entwicklung und gestiegenen Bedeutung der Küstenregion mit ihrer neuen blühenden Hauptstadt Beirut Rechnung getragen, die in den vorangehenden Jahren bedeutendes Wachstum verzeichnet hatte.
1918 wurde das Gebiet durch französische Truppen besetzt und 1920 durch den Völkerbund gemeinsam mit dem Großlibanon französischer Treuhandschaft übergeben.

## Verwaltungsgliederung
Sandschaks des Vilâyets Syrien:
1. Sandschak von Damaskus
2. Sandschak von Hama
3. Sandschak von Hauran
4. Sandschak von Kerak

Jerusalem wurde von der restlichen Provinz abgetrennt, und es wurde der Sandschak Jerusalem geschaffen, der ab 1841 nicht mehr Damaskus, sondern direkt Konstantinopel unterstellt war.